# Église de la Très Sainte Mère de Dieu sur la Flèche
Pour les articles homonymes, voir Église de la Mère-de-Dieu.
 (décembre 2023).
Si vous disposez d'ouvrages ou d'articles de référence ou si vous connaissez des sites web de qualité traitant du thème abordé ici, merci de compléter l'article en donnant les références utiles à sa vérifiabilité et en les liant à la section « Notes et références ».
L'église de la Nativité de la Très Sainte Mère de Dieu sur la Flèche (russe : Церковь Рождества Пресвятой Богородицы, что на Стрелке) est une église orthodoxe du quartier de Khitrovka, à Moscou (située au 2 de la rue Podkolokolny, à l'angle de la rue Solianka).

## Histoire
Une église existait déjà à cet emplacement au milieu du XVIe siècle mais le bâtiment actuel dans le style du classicisme date de 1803 - 1804. Fermée en 1935 elle est de nouveau ouverte aux fidèles depuis 1991 et est en cours de restauration.
L'église est utilisée par la diaspora ossète de Moscou.